# Villiersicometes lineatus
Villiersicometes lineatus là một loài bọ cánh cứng trong họ Cerambycidae.